# Verbena ehrenbergiana
Verbena ehrenbergiana — вид рослин родини Вербенові (Verbenaceae), ендемік Мексики.

## Поширення
Ендемік Мексики (уся територія).